# Pinkie
Pinkie is een videospel voor de platforms Commodore Amiga. Het spel werd uitgebracht in 1994. 